# Rubber Tea
Rubber Tea ist eine deutsche Progressive-Rock-Band aus Bremen. Sie besteht aus den Mitgliedern Vanessa Gross (Gesang, Saxophon, Flöte), Lennart Hinz (Gesang, Keyboard), David Erzmann (Bass), Jonas Roustai (Gitarre) und Henri Pink (Schlagzeug).

## Geschichte
Die Band Rubber Tea wurde im März 2017 in Bremen gegründet. Spielte 2019 auf mehreren Festivals, unter anderem dem Burg-Herzberg-Festival, dem Überseefestival, den 6. Bremer Craft Beer Tagen und dem Bremer Krautsalat Festival.
Im Jahr 2020 veröffentlichte die Band ihr Debütalbum Infusion bei Sireena Records, in Kooperation mit Friedel Muders von Fuego. Es erhielt einige positive Rezensionen, darunter von RockTimes und den  Babyblauen Seiten. Im Dezember 2023 erschien das zweite Album From A Fading World, das in der Musikzeitschrift Eclipsed mit sieben von zehn Sternen positiv bewertet wurde.

## Diskografie
- 2020: Infusion (Album, Sireena Records)
- 2023: From a Fading World (Album, Tonzonen/Soulfool)